# Ausläuferreiches Habichtskraut
Das Ausläuferreiche Habichtskraut (Hieracium flagellare) ist eine Pflanzenart aus der Gattung der Habichtskräuter (Hieracium) innerhalb der Familie der Korbblütler (Asteraceae). Es ist in weiten Teilen Europas heimisch und kommt in den östlichen USA sowie dem südwestlichen und östlichen Kanada als Neophyt vor.

## Beschreibung

### Vegetative Merkmale
Das Ausläuferreiche Habichtskraut ist eine ausdauernde krautige Pflanze, die Wuchshöhen von 5 bis 20 Zentimetern erreicht. Die aufrechten Stängel sind mit feinen und rauen 0,2 bis 0,4 Zentimeter langen Haaren besetzt und haben eine drüsig und sternartig behaarte Basis.
An der Stängelbasis befinden sich acht bis zwölf, gelegentlich auch mehr grundständige Laubblätter, während sich am Stängel keine oder bis zu zwei oder mehr Laubblätter befinden. Die Blattspreite ist bei einer Länge von 2 bis 13 Zentimetern sowie einer Breite von 0,8 bis 2,5 Zentimetern spatelförmig bis verkehrt-lanzettlich mit keilförmiger Spreitenbasis und gerundeter oder spitz zulaufender Spreitenspitze. Die Spreitenränder sind ganzrandig. Sowohl die Blattunterseite als auch die Blattoberseite sind meist mit 0,1 bis 0,4 Zentimeter langen, feinen und rauen Haaren besetzt, wobei jene auf der Unterseite sternförmig sind.

### Generative Merkmale
Die Blütezeit umfasst in Nordamerika den Monat Mai. Der mehr oder weniger dolden- bis schirmrispenartige Gesamtblütenstand enthält meist zwei bis vier, gelegentlich auch mehr körbchenförmige Teilblütenstände. Der Blütenstandsschaft ist sternartig und drüsig behaart. Das bei einem Durchmesser von 0,9 bis 1,3 Zentimetern halbkugelige Involucrum enthält 30 bis 40 an der Unterseite mit gelegentlich rauen und drüsigen Sternhaaren besetzte Hüllblätter mit zugespitztem oberen Ende. Die Blütenkörbchen enthalten 90 bis 120 oder auch mehr Zungenblüten. Die gelben bis gelblich weißen Zungenblüten sind 0,6 bis 1 Zentimeter lang und weisen meist auf der Unterseite einen roten Streifen auf.
Die Achänen sind bei einer Länge von 0,1 bis 0,25 Zentimetern säulenförmig. Der Pappus besteht aus 25 bis 40 oder auch mehr weißen Borstenhaaren, welche 0,4 bis 0,5 Zentimeter lang sind.

### Chromosomenzahl
Die Chromosomenzahl beträgt 2n = 54.

## Vorkommen
Das natürliche Verbreitungsgebiet des Ausläuferreichen Habichtskrautes umfasst weite Teile Europas. Es kommt vor in Deutschland, Großbritannien, Österreich, Polen, Tschechien, Ungarn, auf der Balkanhalbinsel, im Baltikum, Finnland, Russland, Slowakei, Ukraine, Moldawien, Rumänien, Georgien und im Kaukasusraum.
In den östlichen USA sowie dem östlichen und südwestlichen Kanada kommt die Art als Neophyt vor.
Das Ausläuferreiche Habichtskraut gedeiht in Nordamerika in Höhenlagen von 10 bis 600 Metern wo es auf gestörten Flächen, entlang von Wegen und an Waldrändern wächst.

## Taxonomie
Die Erstbeschreibung als Hieracium flagellare erfolgte 1814 durch Carl Ludwig Willdenow in Enumeratio Plantarum Horti Botanici Berolinensis, ..., Seite 54. Ein Synonym für Hieracium flagellare Willd. ist Pilosella flagellaris (Willd.) P.D.Sell & C.West.